# ジェニファー・モリソン
ジェニファー・モリソン（英語: Jennifer Morrison, 1979年4月12日 - ）は、アメリカ合衆国の女優。

## 来歴

### 生い立ち

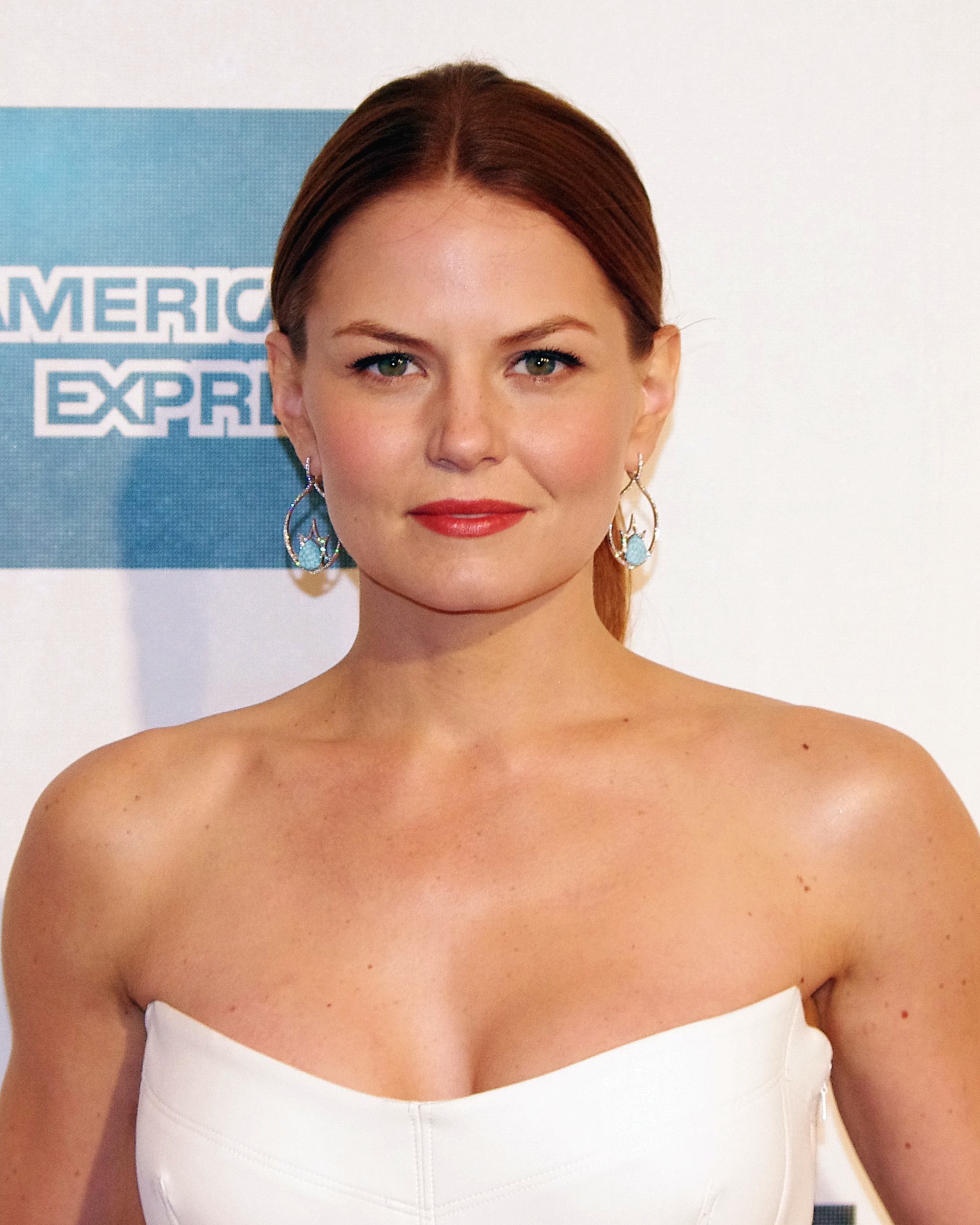
2012

アメリカ合衆国イリノイ州シカゴで両親共に教師の家庭にて生まれ、同州アーリントンハイツで育った。弟と妹がいる。両親が教えていたイリノイ州マウント・プロスペクトにある公立高校に通った。高校時代はマーチングバンドに所属してクラリネットを吹き、チアリーダーとしても活躍した。卒業後はロヨラ大学シカゴ校に入学、演劇と英語学を学んだ。その頃、彼女は、イリノイ州シカゴの劇団ステッペンウルフ・シアター・カンパニーに所属した。

### キャリア
彼女は、幼小のころよりモデルとして幾つかのコマーシャルに出演していた。15歳の時、1994年の映画『わかれ路』にリチャード・ギアとシャロン・ストーンの娘役で女優デビューした。2000年の映画『ルール2』ではエイミー・メイフィールド役で主演した。
特に、彼女はテレビシリーズ『Dr.HOUSE』のアリソン・キャメロン役で著名である。

### プライベート
『Dr.HOUSE』の共演者ジェシー・スペンサーと婚約したが、後に解消している。

2012年から2013年にかけて、『ワンス・アポン・ア・タイム』で共演したセバスチャン・スタンと交際していた。

## フィルモグラフィー

### 映画
| 年   | 邦題/原題                                                 | 役名                                | 備考           |
| ---- | --------------------------------------------------------- | ----------------------------------- | -------------- |
| 1994 | わかれ路 Intersection                                     | メーガン・イーストマン              |                |
| 1994 | 34丁目の奇跡 Miracle on 34th Street                       | デニス                              |                |
| 1999 | エコーズ Stir of Echoes                                   | サマンサ                            |                |
| 2000 | ルール2 Urban Legends: Final Cut                          | エイミー・メイフィールド            |                |
| 2002 | ビッグ・ショット Big Shot: Confessions of a Campus Bookie | キャリー                            | テレビ映画     |
| 2002 | Hな彼女の選び方 僕のハートは右か左か? Girl Fever          | アニー                              | 日本劇場未公開 |
| 2003 | クール・ボーダーズ Grind                                  | ジェイミー                          | 日本劇場未公開 |
| 2004 | 恋のクリスマス大作戦 Surviving Christmas                  | ミッシー・ヴァングライダー          | 日本劇場未公開 |
| 2005 | Mr.&Mrs. スミス Mr. & Mrs. Smith                          | ジェイド                            |                |
| 2009 | スター・トレック Star Trek                                | ウィノナ・カーク                    |                |
| 2011 | ウォーリアー Warrior                                      | テス・コンロン                      |                |
| 2013 | ミッション:15 Alpha Alert                                 | ホワイト                            |                |
| 2016 | ダークネス The Darkness                                   | ジョイ・カーター                    | 日本劇場未公開 |
| 2017 | Amityville: The Awakening                                 | キャディス                          |                |
| 2017 | サン・ドッグス -生きる意味を探して- Sun Dogs              | マリー                              | 兼監督・製作   |
| 2018 | アサシネーション・ネーション Assassination Nation         | マーギー・ダンカン                  | 日本劇場未公開 |
| 2018 | Alex & the List                                           | Katherine Stern                     |                |
| 2018 | スーパーフライ Superfly                                   | メイソン刑事                        | 日本劇場未公開 |
| 2019 | ザ・レポート The Report                                   | キャロライン・クラス                |                |
| 2019 | バットマン:ハッシュ Batman: Hush                          | セリーナ・カイル / キャットウーマン | 声の出演       |
| 2019 | スキャンダル Bombshell                                    | ジュリエット・ハディ                |                |

### テレビ
| 年              | 邦題/原題                                   | 役名                         | 備考                                                    |
| --------------- | ------------------------------------------- | ---------------------------- | ------------------------------------------------------- |
| 2001-2002       | ドーソンズ・クリーク Dawson's Creek         | メラニー・シェイ・トンプソン | 計2話出演                                               |
| 2004-2012       | Dr.HOUSE House M.D.                         | アリソン・キャメロン         | メインキャスト 計130話出演                              |
| 2010            | チェイス/逃亡者を追え! Chase                | フェイス・メイプルズ         | 第4話「グッド・マザー」                                 |
| 2010-2011, 2014 | ママと恋に落ちるまで How I Met Your Mother  | ゾーイ・ピアソン             | シーズン6, 9: ゲスト 計13話出演                         |
| 2011-2018       | ワンス・アポン・ア・タイム Once Upon a Time | エマ・スワン                 | 主演、計137話出演                                       |
| 2019-2022       | THIS IS US/ディス・イズ・アス This Is Us    | キャシディ・シャープ         | シーズン4, 6: リカーリング シーズン5: ゲスト 計14話出演 |